# Chandon
Chandon is een gemeente in het Franse departement Loire (regio Auvergne-Rhône-Alpes) en telt 1381 inwoners (1999). De plaats maakt deel uit van het arrondissement Roanne.

## Geografie
De oppervlakte van Chandon bedraagt 12,3 km², de bevolkingsdichtheid is 112,3 inwoners per km².
De onderstaande kaart toont de ligging van Chandon met de belangrijkste infrastructuur en aangrenzende gemeenten.

## Demografie
Onderstaande figuur toont het verloop van het inwonertal (bron: INSEE-tellingen).